# Kahleah Copper
Kahleah Copper (Filadélfia, 28 de agosto de 1994) é uma jogadora de basquete estadunidense.

## Início da vida
Copper é natural do norte da Filadélfia. Ela frequentou e jogou pelo Girard College e pela Preparatory Charter High School na Filadélfia. Como jogadora do ensino médio, ela foi nomeada para o time da All-Public League na Filadélfia, o time All-State na Pensilvânia e o time McDonald's All-American. Ela jogou pelo time de basquete feminino Rutgers Scarlet Knights na faculdade de 2012 a 2016, terminando sua carreira universitária com o terceiro maior número de pontos de todos os tempos na história do time (1.872).

## Carreira
Copper foi convocada como a 7ª escolha geral no draft da WNBA de 2016 pelo Washington Mystics. Ela foi uma jogadora reserva em sua primeira temporada, com média de 16,2 minutos e 6,2 pontos por jogo. Após a temporada, ela foi negociada com o Chicago Sky como parte de um acordo que enviou Elena Delle Donne para o Mystics e Stefanie Dolson, Copper, e a 2ª escolha geral no draft de 2017 para o Sky.
Em suas três primeiras temporadas com o Sky, Copper geralmente saía do banco e tinha uma média de 6,7 a 7,1 pontos por jogo. Em 2020, ela foi recontratada pelo Sky. Ela foi elevada a uma função inicial na temporada de 2020, que foi disputada em uma "bolha" devido à pandemia de COVID-19, e liderou o time na pontuação com 14,8 pontos por jogo.
Copper continuou em seu papel inicial na temporada de 2021 e foi nomeada All-Star pela primeira vez. Ela teve uma média de 14,4 pontos por jogo na temporada regular e liderou o time na pontuação na pós-temporada com 17,7 pontos por jogo. Copper levou o Sky ao seu primeiro campeonato e foi nomeada MVP das Finais.
Na offseason, o Sky usou sua única designação de "jogador principal" disponível para Copper e, posteriormente, assinou com ela um contrato de dois anos. Na temporada de 2022, Copper foi mais uma vez nomeada All-Star quando o Sky retornou à pós-temporada, mas perdeu nas semifinais em 5 jogos.
Em 6 de fevereiro de 2024, Copper foi negociada com o Phoenix Mercury junto com os direitos de Morgan Bertsch em troca de Michaela Onyenwere, Brianna Turner, a escolha nº 3 de 2024, uma escolha de segunda rodada de 2025 (da CHI), uma escolha de primeira rodada de 2026 e o direito de trocar a segunda rodada de 2026.
Em setembro de 2022, Copper foi nomeada para a seleção internacional dos EUA antes da Copa do Mundo de Basquete Feminino da FIBA de 2022. A equipe ficou invicta no torneio e conquistou a medalha de ouro. Nos Jogos Olímpicos de Verão de 2024, em Paris, conquistou a medalha de ouro no torneio feminino do basquetebol, após vencer confronto na final contra a equipe francesa por 67–66.